# Automobilmuseum Dresden
Das Automobilmuseum Dresden war von 2003 bis 2005 eine Ausstellung historischer Automobile mit dem Schwerpunkt auf Fahrzeugen des Herstellers IFA aus der DDR. Die Dauerausstellung in dem Museum lief unter der Bezeichnung KraftfahrZeugen Ostmobil in der Neustädter Markthalle in Dresden.

## Exponate
Mit der Ausstellung der IFA-Fahrzeuge trug das Museum zur Bewahrung ostdeutscher Technikgeschichte von den 1950er bis 90er Jahren bei. Sie umfasste mehr als 120 Exponate, darunter vier Unikate. Etwa 40 Autos vorwiegend aus Sachsen und Thüringen wurden in der Ausstellung gezeigt, darunter mehrere Fahrzeuge vom Typ Trabant, so zum Beispiel ein Modell der Deutschen Post der DDR. Zu den besonderen Stücken zählten ferner ein Cabriolet des IFA F 9 vom Karosseriewerk Dresden (vorm. Gläser), ein F-9-Kombi, ein P-60-Pick-up und ein Wartburg Trans.
Außerdem waren etwa 50 Zweiräder ausgestellt, darunter verschiedene Modelle der Vogelserie sowie der Hersteller AWO und MZ. Darüber hinaus befanden sich auch ein Klappfix, Wohnwagen, sonstige Anhänger und sogar IFA-Kinderwagen und Fahrräder in der Ausstellung, die durch eine zeitgeschichtliche Bilderschau ergänzt wurde, welche Zeugnisse der deutschen Teilung, der innerdeutschen Grenzgeschichte sowie des DDR-Straßenalltags enthielt.

## Geschichte

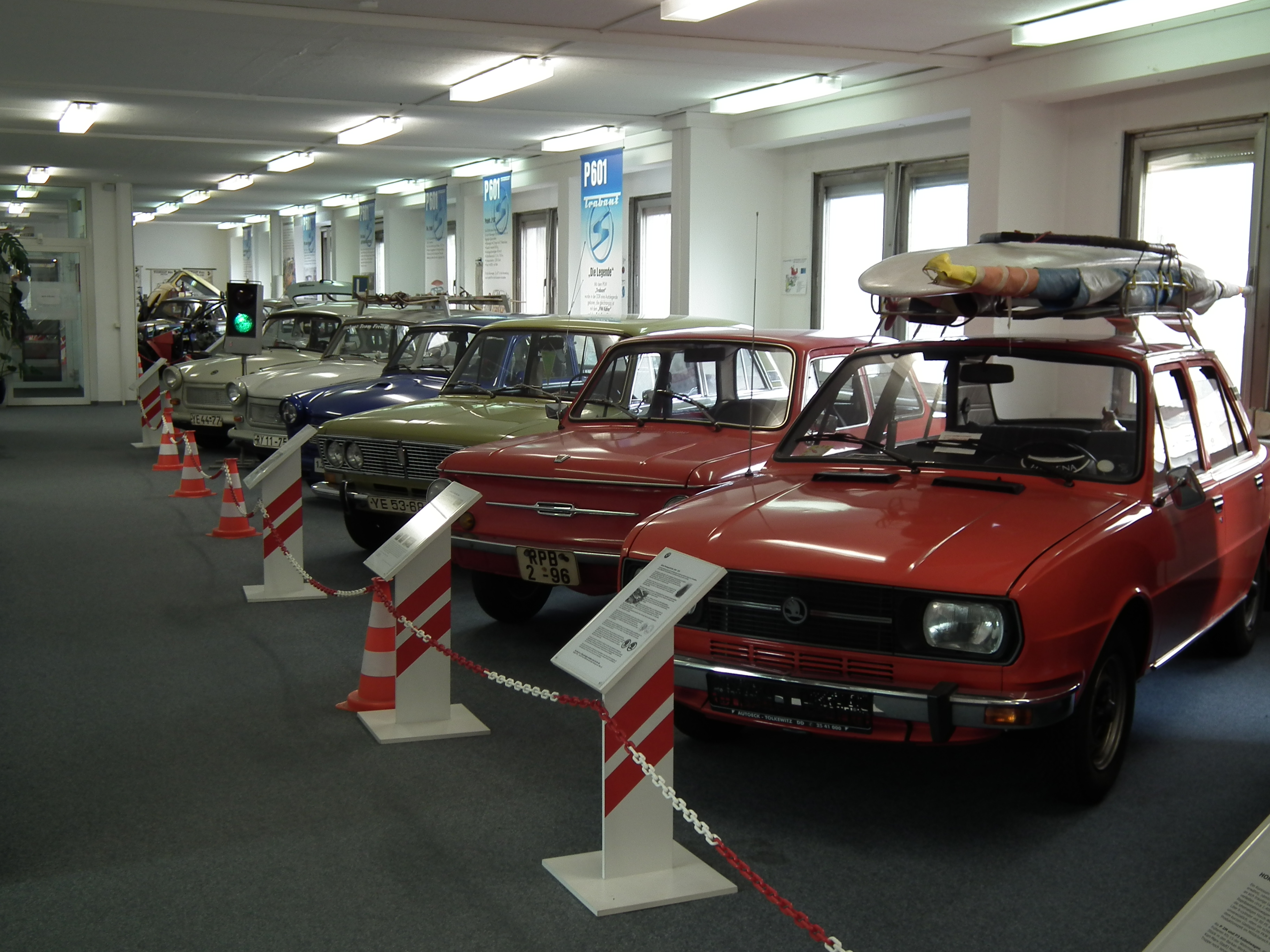
Fahrzeuge im Juni 2012 im DDR-Museums Zeitreise in Radebeul

Die Ausstellungsräume wurden am 23. Mai 2003 im Obergeschoss der Neustädter Markthalle eröffnet, die an der Hauptstraße im Stadtteil Innere Neustadt steht. Die Ausstellungsfläche betrug 1.100 Quadratmeter. Im Jahr 2005 erfolgte die Kündigung des Mietvertrags. Im September 2005 musste das Museum nach reichlich zwei Jahren aus der Neustädter Markthalle ausziehen. Im Jahr 2006 wurde es als Teil des DDR-Museums Zeitreise in Radebeul wiedereröffnet. Nach der Schließung dieses Museums kamen diese Fahrzeuge im Januar 2017 in die neue Ausstellung im Dresdner Hochhaus am Albertplatz oder kamen bei Nichtberücksichtigung für die Ausstellung in ein Depot.